# Freiherr
Freiherr (abk. Fhr., Frhr.) war ein Adelstitel des Heiligen Römischen Reiches, der in Österreich und dem Deutschen Reich bis 1919 fortbestand. Der Freiherr gehörte damit zum titulierten Adel wie auch Graf, Fürst und Herzog, im Gegensatz zum untitulierten Adel, der lediglich das Adelsprädikat „von“ im Namen trug. Man unterschied dabei zwischen dem niedrigeren Ritterstand und dem Herrenstand, der beim Freiherrn begann.

## Herkunft des Titels
Das Wort Freiherr geht auf den spätmittelhochdeutschen Ausdruck vrīherre zurück und bedeutet freier Edelmann. Der Titel ist damit gleichbedeutend mit Baron, was sich vom latinisierten liber baro aus dem altfränkischen baro („Mann, Kämpfer“) ableitet.
In den Adelsdiplomen des Heiligen Römischen Reichs wurde der Titel des „freien Herrn“ mit liber baro wiedergegeben. Hieraus entwickelte sich in den romanischsprachigen Ländern sowie in Großbritannien, den Niederlanden und Russland der Titel Baron, während in den meisten germanischsprachigen Ländern der offizielle Titel Freiherr blieb (siehe unten).
Im Deutschen hat sich die mündliche Anrede Baron für einen Freiherrn eingebürgert, als die französische Sprache zur lingua franca des europäischen Adels wurde. Sie galt als eleganter, ebenso wie die weiblichen Formen Baronin und Baroness(e) für die Ehefrau und die Tochter eines Barons bzw. Freiherrn. Der Brauch, einen Freiherrn mit Baron anzusprechen, begann im 16. Jahrhundert und wurde im 18. und 19. Jahrhundert zur festen Etikette an deutschen Höfen, als Französisch noch Hof- und Diplomatensprache war. 
Ein Sonderfall sind die Reichsfreiherren (siehe unten), die allerdings vor 1806 im Heiligen Römischen Reich der Normalfall waren. Die Freiherren gehören, wie die meisten Grafen, dem niederen Adel an, während vormals reichsunmittelbare Grafen (ebenso wie Fürsten und Herzöge) zum Hohen Adel zählen. Bis zum 13. Jahrhundert bestand innerhalb des deutschen Adels noch keine Standesschranke zwischen hohem und niederem Adel, die mittelalterlichen Grafen (damals nicht selten auch die freien Herren) waren als Territorialherren den Reichsfürsten nahezu gleichgestellt, stiegen aber in späteren Jahrhunderten oft in den Fürstenstand auf und behielten zumeist ihre Reichsunmittelbarkeit bis zum Ende des Alten Reichs 1806, als die meisten von ihnen durch Mediatisierung ihre relative Unabhängigkeit verloren. Auch diejenigen Freiherren, die zu den (reichsunmittelbaren) Reichsrittern zählten, gehören zum Niederen Adel.

## Reichsfreiherr

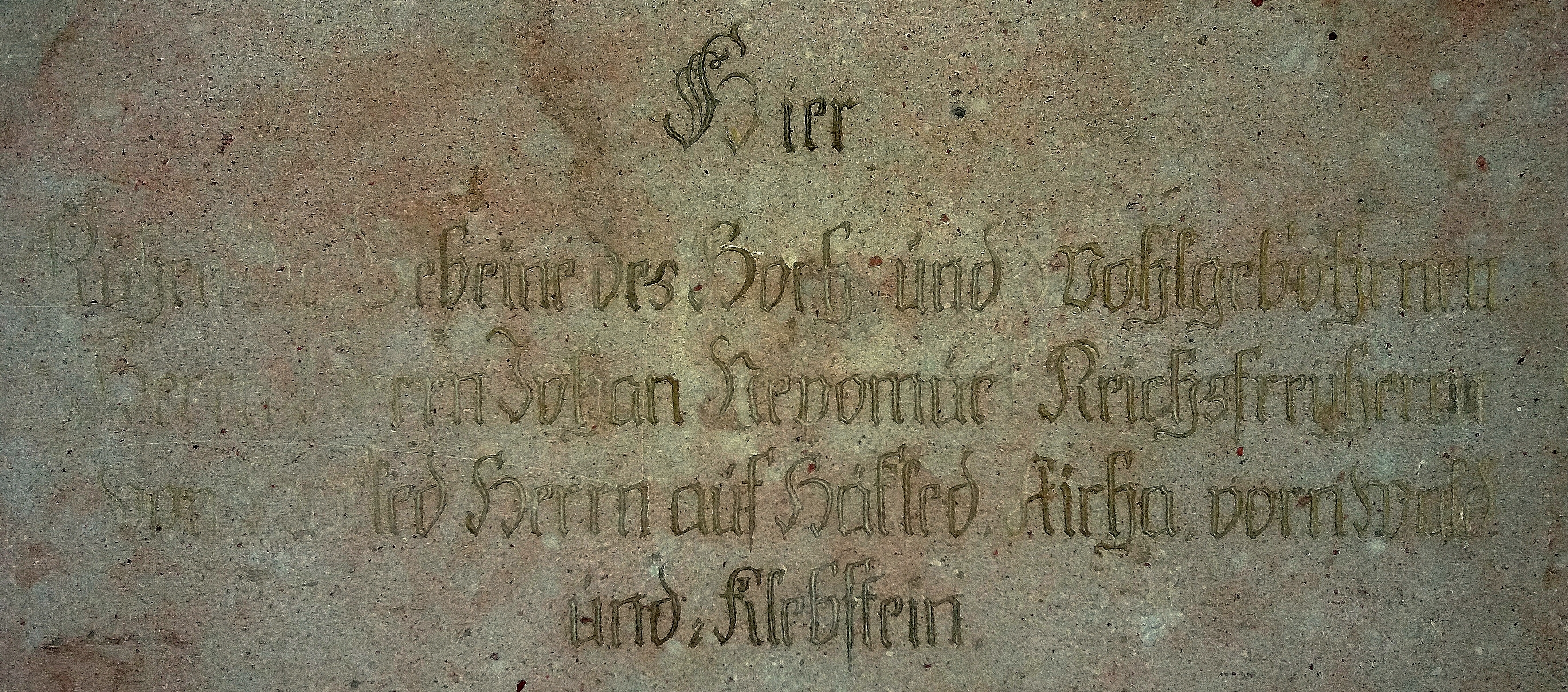
Der Titel Reichsfreiherr in der Inschrift auf dem Grabdenkmal des Johann Nepomuk von Hackledt († 1799). Er erhielt 1739 den Freiherrenstand des Kurfürstentums Bayern, 1787 durch Kaiser Joseph II. den Freiherrenstand des Heiligen Römischen Reichs sowie der österreichischen Erblande. Eine Reichsunmittelbarkeit bestand nie.

Reichsfreiherr ist eine inoffizielle Standesbezeichnung aus dem Heiligen Römischen Reich deutscher Nation. Einerseits wurden damit die Inhaber reichsunmittelbarer Territorien bezeichnet, andererseits auch solche Personen, die den Titel Freiherr durch den römisch-deutschen Kaiser verliehen bekommen hatten. Allerdings lautete der offizielle Titel immer nur Freiherr, das Präfix „Reichs“- ist zwar auf Freiherrendiplomen und Bildinschriften des 17. und 18. Jahrhunderts, meist in der Version des Heiligen Römischen Reichs Freiherr, gelegentlich zu lesen, bildete aber nie einen offiziellen Titel; zumeist erst im 19. Jahrhundert – mit der erneuten Propagierung der Reichsidee nach dem Untergang des Alten Reichs – nannten sich manche Freiherren aus eigenem Entschluss so („Reichsfreiherr vom und zum Stein“), sofern sie ihre Erhebung dem Reichsoberhaupt im Alten Reich verdankten. Nach der Auffassung des Deutschen Adelsrechtsausschusses und seiner Vorgängerinstitutionen sind die „Reichstitel“ (also auch Reichsgraf und Reichsfürst) seit jeher nur historisch erklärender, nicht aber namensrelevanter Natur. Sie sind auch in Pässen oder Personenstandsurkunden (auch aus der Zeit der Monarchie) nicht eingetragen und werden folglich weder im Gothaischen Genealogischen Handbuch noch im Deutschen Adelsblatt verwendet.

### Inhaber eines reichsunmittelbaren Territoriums
Reichsfreiherren dieser Gruppe waren Freiherren, die mit Reichsgut belehnt waren, das dem deutschen König bzw. Kaiser direkt unterstand und somit Reichsunmittelbarkeit besaß. Dabei handelte es sich meist um – in den Freiherrenstand erhobene – Reichsritter, die der freien Reichsritterschaft angehörten. Sie gehörten (mit einer einzigen Ausnahme) nicht zu den Reichsständen (mit Sitz und Stimme im Reichstag) und standen im Adelsrang auch nicht über den anderen Freiherren, die einem Landesherren unterstanden. 
Der Fränkische Ritterkreis, der Schwäbische Ritterkreis und der Rheinische Ritterkreis wurden aber mit dem Ende des Heiligen Römischen Reichs 1806 aufgelöst und die Reichsritter kamen durch Mediatisierung unter die Herrschaft von Mitgliedsstaaten des Deutschen Bundes. Seltenes Beispiel einer keinem Reichskreis zugeteilten Freiherrschaft war ab 1689 die Herrschaft Schauen, ferner die der Familie von Boyneburg gehörende Herrschaft Lengsfeld und die ab 1801 ebenfalls ihr gehörende reichsständische Herrschaft Gemen.

### Standeserhöhung
Als Reichsfreiherren wurden aber auch solche Adelige bezeichnet, die ihren Freiherrentitel durch eine Urkunde des römisch-deutschen Kaisers oder eines Reichsvikars verliehen bekommen hatten, gleichgültig ob sie dem Uradel angehörten – und auf diese Weise eine Rangerhöhung erfuhren – oder dem Briefadel. Entsprechendes konnte auch für Reichsritter und Reichsgrafen gelten.
Eine Standeserhöhung durch den Kaiser (in dieser Eigenschaft, denn er konnte ebenso Titel mit Beschränkung auf seine Erblande verleihen) war im ganzen Reich gültig. Ausländische Titel mussten hingegen bei Naturalisierung im Reich anerkannt werden. Mit Reichsunmittelbarkeit oder einer Belehnung mit Reichsgut hatte der Titel in diesem Fall nichts zu tun, sondern war lediglich ein Hinweis darauf, dass er vor 1806 durch den Kaiser oder einen Reichsvikar verliehen worden war. Dies traf vor 1806 auf die meisten Erhebungen in den Freiherrenstand zu, da solche außer vom Kaiser (oder König seiner Erblande) nur vom König von Preußen vorgenommen werden konnten, der das in der Praxis aber vor 1806 selten tat. Die übrigen regierenden Fürsten durften Erhöhungen in den Freiherren- (und Grafen-)stand erst nach dem Ende des Heiligen Römischen Reichs – als Souveräne im Deutschen Bund und ab 1871 im Deutschen Kaiserreich – vornehmen.

## Freiherrenkrone

Alte Freiherrenkrone

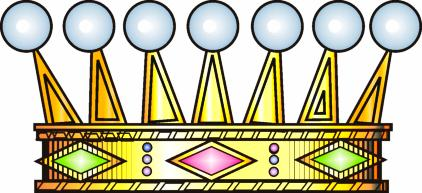
Allgemeine Freiherrenkrone

Die Freiherrenkrone ist eine Rangkrone und gewöhnlich als ein goldener Reif ausgebildet, aus dessen oberen Rand sieben perlenbesetzte silberne Zacken hervorragen (Adelskrone: fünf Zacken, Grafenkrone: neun Zacken). Bei einer flacheren Form liegen die Perlen direkt auf dem Reif auf, unter Wegfall der Zacken (diese entspricht auch der französischen Baronskrone). Um 1800 galt auch die fünfzackige Krone als Freiherrenkrone.
Von der siebenzackigen deutschen Freiherrenkrone sind die französische, schwedische, spanische, portugiesische, belgische und englische Freiherren- bzw. Baronskrone zu unterscheiden (siehe Artikel Baron).

## Anrede und weibliche Formen
Angehörigen freiherrlicher Familien stand im 17. und 18. Jahrhundert die Anrede Wohlgeboren, später Hochwohlgeboren oder Hoch- und Wohlgeboren zu. Da im 19. Jahrhundert auch untitulierte Herren von (sowie, vor allem in Bayern und Österreich, die neu geadelten Ritter und Edlen von) und zunehmend auch bürgerliche Honoratioren auf der Anrede „Hochwohlgeboren“ bestanden, gingen die nichtregierenden Grafen (regierend: Erlaucht) sowie die Freiherren oder Barone aus dem Uradel zur Anrede Hochgeboren über, die bis zum 17. Jahrhundert noch den Herzögen vorbehalten gewesen war. Verwendet wurde diese Anrede indes zumeist nur in der schriftlichen Form, während mündlich Baron bzw. Baronin gebräuchlich blieben. Die alten Anredeformen haben sich aber in dem Brauch erhalten, auf Briefköpfen über den Namen eines Freiherren (oder Grafen) die Buchstaben S.H. (Seiner Hochwohlgeboren bzw. Seiner Hochgeboren) oder I.H. (Ihrer Hochwohlgeboren bzw. Ihrer Hochgeboren) – für eine Freifrau oder Freiin – oder S.H.I.H. für ein Ehepaar zu setzen (auch die Pluraldopplung I.I.H.H. wird gelegentlich verwendet, für Ihren Hoch(wohl)geborenen).

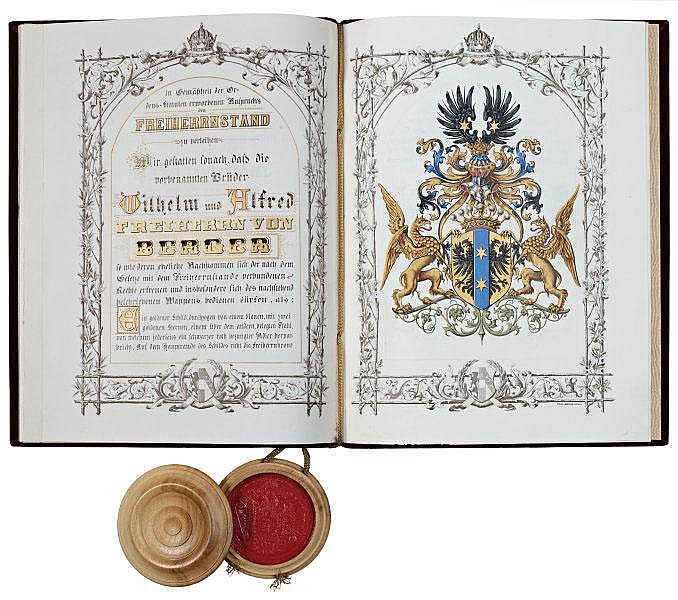
Österreichisches Freiherrendiplom für Wilhelm und Alfred Berger, 1878

Im Deutschen Kaiserreich war es üblich, den Adelstitel dem Vornamen voranzustellen. Seit dem Inkrafttreten der Weimarer Verfassung 1919 sind ehemalige Adelstitel in Deutschland namensrechtlich Bestandteile des Familiennamens. In Österreich war es bereits während der Monarchie üblich, den Adelstitel zwischen dem Vor- und dem Familiennamen einzufügen (z. B. Alfred Freiherr von Berger). Dies wurde nicht nur im amtlichen Schriftverkehr, sondern auch bei Hof so gehandhabt.
Die weibliche Form lautet Freifrau (Baronin) für die Frau eines Freiherrn bzw. Freiin (Baronesse, Freifräulein war eher unüblich) für die ledige Tochter eines Freiherrn. Nach einer Entscheidung des Reichsgerichtes während der Weimarer Republik, die in Deutschland bis heute Bestand hat, dürfen sich die Ehefrauen von Freiherren namensrechtlich korrekt „Freifrau“ nennen (z. B. Ilselore Freifrau von Braun; eine gegenteilige Meinung wollte auf der Schreibweise „Ilselore Freiherr von Braun“ bestehen).
Seit umgangssprachlich „Fräulein“ für eine unverheiratete Frau außer Gebrauch gekommen ist, wird die Form „Freiin“ von einigen Trägerinnen als diskriminierend empfunden. Einer Namensänderung in „Freifrau“ steht von behördlicher Seite diesbezüglich in der Regel nichts entgegen. Nach Auffassung des Oberlandesgerichts Köln, Beschluss vom 20. November 2014 – 2 WX345/14 – steht allerdings die Bezeichnung „Freiin“ nicht nur für eine unverheiratete Tochter eines Freiherrn. Somit gebe diese Bezeichnung nach einer Eheschließung bei Nichtbestimmung eines Ehenamens keinen unzutreffenden Familienstand der Ehefrau wieder. Damit sei in diesem Falle auch kein Anspruch auf Änderung des Adelszusatzes in „Freifrau“ gegeben.
Die zuweilen irrtümlich verwendete Bezeichnung „Freiherrin“ statt „Freifrau“ bzw. „Freiin“ ist falsch, weil sie als Titel nie existiert hat.
Es gibt aber auch heute in Deutschland manche Familien, die statt des Freiherrn den Baron im amtlichen Namen führen; dabei handelt es sich in aller Regel um Angehörige von deutschbaltischen Adelsfamilien, die ihre Rangerhöhungen als russische Adelstitel erhalten hatten, da die Baltischen Ritterschaften dem Zaren untertan waren. Nach ihrer Flucht in das Deutsche Reich infolge der Oktoberrevolution und nachfolgender Enteignungen in den baltischen Staaten bzw. nach deren Annexion durch die Sowjetunion 1940 wählten allerdings manche Angehörige solcher Familien bei ihrer Einbürgerung den deutschen Freiherrntitel als amtlichen Namen, was ihnen durch die Standesämter weitgehend freigestellt wurde. Daher kommt es gelegentlich vor, dass Mitglieder derselben Gesamtfamilie voneinander abweichende Titel im Nachnamen führen.
Der Österreichische Adel wurde 1919 durch das Adelsaufhebungsgesetz seiner Titel entkleidet und als Stand abgeschafft. Weil dies jedoch ein einmaliger Rechtsakt war, ist er auf heutige Eheschließungen mit entsprechenden deutschen Namensträgern nicht mehr anwendbar. Die Bildung der weiblichen Formen unterbleibt allerdings. Durch ehelichen Namenswechsel kann daher die oben genannte, etwas absurd klingende „Ilselore Freiherr von Braun“ in österreichischen (und vermutlich auch manch anderen ausländischen) Pässen tatsächlich aufleben.
Es gibt auch freiherrliche Familien im Schweizer Adel, da die Schweiz bis zum Westfälischen Frieden 1648 offiziell Teil des Heiligen Römischen Reichs war und der Kaiser nicht nur den Reichsadelsstand, sondern auch den Freiherrenstand gelegentlich an Schweizer Geschlechter verlieh, namentlich an Uradelsgeschlechter und an Offiziere in kaiserlichen Diensten. Andere Familien erfuhren Rangerhöhungen durch französische Könige oder durch Päpste. In der Schweiz ist zwar das Adelsprädikat „von“ amtlicher Namensbestandteil, nicht jedoch die Titel Freiherr oder Graf, die daher – wie heutzutage in Österreich, Tschechien oder Italien – nur inoffiziell geführt werden.

## Europäische Länder
Während in den meisten europäischen Ländern der dem Freiherren (bzw. der Freifrau) entsprechende Titel „Baron/in“ lautet, wird der Freiherrentitel auch in Teilen des Skandinavischen Adels verwendet (im schwedischen Adel und im norwegischen Adel friherre, im finnischen Adel vapaaherra, während in Dänemark der Baronstitel geführt bzw. verliehen wird). 
Vergleichbare Adelsprädikate:
- Belarus – Baron, Baronessa
- Dänemark – Baron, Baronesse (ebenso für die Freiin)
- Finnland – vapaaherra (selten paroni)
- Frankreich – baron, baronne
- Großbritannien – Baron, Baroness
- Italien – barone, baronessa
- Kroatien – barun, barunica
- Estland & Lettland – Barons, Baronesse
- Litauen – Baron, Baronesse
- Niederlande – Baron, Barones
- Norwegen – friherre, friherrinne (ebenso für die Freiin)
- Polen – baron, baronowa, baronówna (für die Freiin)
- Portugal – Barão, Baronesa
- Russland – Baron, Baronessa
- Schweden – friherre, friherrinnan, fröken (Fräulein) für die Freiin
- Spanien – Barón, Baronesa
- Tschechien – baron (svobodný pán), baronka (svobodná paní)
- Ukraine – Baron, Baronesa
- Ungarn – báró, báróné